# 67-es busz (Budapest)
A budapesti 67-es jelzésű autóbusz az Örs vezér tere és Rákoskeresztúr, Aranylúd utca megállóhely között közlekedik (a buszok a Keresztúri út kiépülése előtt a rákoskeresztúri elágazásig, majd csak a Kelet-Pesti Tejüzemig jártak). A vonalat a Budapesti Közlekedési Zrt. üzemelteti. A járműveket a Cinkotai autóbuszgarázs állítja ki.
A járat a Madárdomb városrészen körforgalomban közlekedik a Pesti út – Borsó utca – Újlak utca – Füstifecske utca – Flamingó utca – Aranylúd utca – Lázár deák utca – 513. utca – Pesti út útvonalon.

## Története
1957. január 31-én 67-es jelzéssel indítottak új járatot a Baross tér és Rákoskeresztúr, Malom utca (ma Rákoskeresztúr, városközpont) között, mely a Kerepesi úton, a Keresztúri úton, a Jászberényi úton és Pesti úton közlekedett. 1966. november 14-én 67A jelzésű betétjáratot is kapott a Baross tér és a Gyógyszergyár végállomások között, de ez 1968-ig meg is szűnt. 1970. április 3-án a 2-es metró átadásával az Örs vezér teréig rövidült, majd 1974. március 1-jén a másik végállomása is megváltozott, a Városszéli sorompót nem érintve a Keresztúri úton a Tejipari Vállalatnál fordult vissza az Örs vezér tere felé. A Keresztúri úti felüljáró 1987-es megépítése után újra Rákoskeresztúrig járt, 1988. január 30-ától a Pesti útra érve, majd onnan a Borsó utcánál lekanyarodva a Schönmann utcáig járt, visszafelé pedig az 513. utcában érte el a Pesti utat. Kijelölt végállomása az Újlak utca, lakótelep volt. 1990. szeptember 1-jén az Aranylúd utcáig hosszabbították, a körforgalmi jellege megmaradt, ezzel létrejött a mai útvonala. 2013. június 15-én bevezették a járaton az első ajtós felszállási rendet.

## Járművek
A vonalon először Ikarus 260 típusú járművek közlekedtek, a 260-asokat a 2000-es évek elején felváltották az Ikarus 412-es buszok. Mivel ezek a járművek a Dél-pesti autóbuszgarázshoz tartoztak, a vonalat ezentúl természetesen a dél-pestiek kezelték. A 2008-as paraméterkönyv bevezetése után a vonal visszakerült Cinkotához: újra megjelentek a Ikarus 260-as típusú buszok a vonalon, az alacsony padlós meneteket pedig a Kelenföldiből a Cinkotai garázsba áthelyezett buszokkal végezték.
2013. július 1-jétől Mercedes-Benz Citaro típusú autóbuszok is megjelentek a vonalon, felváltva a régi Ikarus 412-ket. 2015. április 18-ától a BKV Mercedes-Benz Conecto buszai is közlekednek a vonalon. 2016-ban Volvo 7700-asok is megjelentek a vonalon.
2017. április 21. és 25. között a BKV Zrt. a Mercedes-Benz Conecto típusú autóbusz harmadik generációjának egyik példányát tesztelte a vonalon.

## Útvonala
| Rákoskeresztúr, Aranylúd utca felé |
| Örs vezér tere M+H vá. – Fehér út – Kerepesi út – Keresztúri út – felüljáró – Pesti út – Borsó utca – Újlak utca – Füstifecske utca – Flamingó utca – Rákoskeresztúr, Aranylúd utca vá. |
| Örs vezér tere felé |
| Rákoskeresztúr, Aranylúd utca vá. – Aranylúd utca – Lázár deák utca – 513. utca – Pesti út – felüljáró – Keresztúri út – Kerepesi út – Fehér út – Örs vezér tere M+H vá.                |

## Megállóhelyei
| 0  | Örs vezér tere M+H végállomás            | 22 | 10, 31, 32, 44, 45, 85, 85E, 97E, 131, 144, 161, 161A, 161E, 168E, 169E, 174, 176E, 231, 244, 276E, 277 80, 81, 82, 82A 3, 62, 62A |
| 3  | Örs vezér tere M+H (Kerepesi út)         | ∫  | 44, 45, 176E, 276E 410, 419, 430, 440, 441, 484, 485, 486, 505, 508, 509, 510 1040, 1049, 1070, 1075, 1077, 1078                   |
| 3  | Gyakorló köz (↓) Sarkantyú utca (↑)      | 19 | 45 |
| 4  | Gépmadár park                            | 18 | 45 |
| 5  | Rákosfalva H                             | 17 | 44, 45 |
| 5  | Halas utca                               | 15 | 277 |
| 6  | EGIS Gyógyszergyár                       | 15 | |
| 8  | Kabai utca                               | 13 | |
| 9  | MÁV-telep                                | 12 | |
| 10 | Keresztúri út 102.                       | 11 | |
| 11 | Fővárosi Kertészet                       | 9  | |
| 13 | Díszítő üzem                             | 9  | |
| 14 | Túzok utca                               | 8  | |
| 15 | Aluljáró (Rézvirág utca)                 | 6  | 68, 161, 161A, 161E, 162, 195, 261E, 262, 268                                                                                      |
| 18 | Határhalom utca                          | 5  | |
| 19 | 513. utca (↓) Pesti út (↑)               | 3  | 97E, 161, 161A, 161E, 162, 169E, 195, 262                                                                                          |
| 20 | Borsó utca                               | ∫  | 97E, 161, 161A, 161E, 162, 169E, 195, 261E, 262                                                                                    |
| 21 | Újlak utca, lakótelep                    | ∫  | 198 |
| 22 | Uszoda                                   | ∫  | 198 |
| 22 | Füstifecske utca                         | ∫  | 198 |
| 23 | Szürkebegy utca                          | ∫  | |
| ∫  | 513.utca                                 | 2  | |
| ∫  | Vadkacsa utca                            | 1  | |
| ∫  | Barátka utca                             | 0  | |
| 25 | Rákoskeresztúr, Aranylúd utca végállomás | 0  | |